# (1419) Danzig
(1419) Danzig es el asteroide número 1419 situado en el cinturón principal. Fue descubierto por el astrónomo Karl Wilhelm Reinmuth  desde el observatorio de Heidelberg, el 5 de septiembre de 1929. Su designación alternativa es 1929 RF. Debe su nombre a la ciudad y puerto del mar Báltico de Danzig (actual Gdansk).